# María Torres Tejada
Pour les articles homonymes, voir Tejada (homonymie).
María Torres Tejada, née le 28 août 1981, est une femme politique espagnole membre du Parti populaire (PP).
Elle devient députée de la circonscription de Jaén en février 2017, puis en janvier 2024.

## Biographie

### Vie privée
Depuis petite, elle possède deux passions : le théâtre et le karaté ; sport dans lequel elle a obtenu la ceinture marron. En juillet 2000 elle devient directrice d'un théâtre, géré en collaboration avec la ville de Bailén. Elle a écrit diverses pièces de théâtre telles que "Choses de couple" et "Que fais-je ici ?" et d'une animation "Bailén, un lieu pour l'Histoire". Elle est membre fondatrice de l'association historique et culturelle napoléonienne qui traite de la bataille de Bailén. Elle a aussi cofondé une association nommée Baylén, ville antique de Bailén.

### Études et profession
Elle est titulaire d'une licence en droit obtenue à l'université de Jaén. Elle exerce la profession d'avocate à partir de 2005 et est spécialiste en droit du travail. Entre 2006 à 2013, elle est membre de la junte directive du groupe des jeunes avocats de Jaén et membre de la commission de l'accès à la profession d'avocat de la Confédération espagnole des jeunes avocats. Elle a préparé le concours pour devenir membre du Corps supérieur des sous-inspecteurs du travail et de la sécurité sociale.

### Activités politiques
Elle est élue conseillère municipale de Bailén lors des élections municipales de mai 2007. Elle est chargée du portefeuille de la Communication, de la Jeunesse et de la Santé jusqu'en 2009. Elle devient alors conseillère chargée du Tourisme jusqu'en 2011. Durant son mandat, elle crée un prix des jeunes de Bailén et met en place une radio municipale ainsi qu'un musée archéologique. Dans l'opposition entre 2011 et 2015, elle est nommée seconde adjointe au maire chargée de l'Urbanisme, des Fêtes et des Ressources humaines grâce au retour des conservateurs au pouvoir. Elle est, en outre, désignée porte-parole du groupe populaire municipal. Elle est secrétaire de la section populaire de Bailén, vice-secrétaire à la Formation et aux Réseaux sociaux de la fédération populaire provinciale de Jaén et membre du comité électoral provincial. 
Le 14 février 2017, elle devient députée de la circonscription électorale de Jaén à la suite de la démission d'Ángeles Isac souhaitant se consacrer pleinement à la préparation des élections municipales de 2019 à Linares. Siégeant à la commission de la Culture, elle est porte-parole adjointe à la commission de la Santé et des Services sociaux, et première secrétaire de la commission de l'Énergie, du Tourisme et du Numérique.